# 2015年12月

## 12月2日
- 北约邀请蒙特內哥羅加入成为第29个会员国，这是北约6年来的首次扩张[1]
- 美國加州聖貝納迪諾發生槍擊案，至少14人喪生，兩名疑兇其後被警方擊斃。[2]

## 12月3日
- 激光干涉空間天線開路者號於04:04 UTC時間發射升空，任務為對於演化雷射干涉太空天線所需的科技進行檢驗[3]。

## 12月6日
- 连接南京市与安庆市的宁安客运专线开通运营，池州、安庆首次开通高速铁路。[4]
- 2015年委內瑞拉議會選舉進行投票。[5]

## 12月7日
- 诺贝尔生理学或医学奖得主屠呦呦在瑞典卡罗琳学院礼堂发表演讲《青蒿素是中医药给世界的一份礼物》呼吁全球科学家对疟疾病毒已经对青蒿素产生了抗药性多加关注并研究解决方案[6]。

## 12月8日
- 天主教教宗方濟各開啟了聖伯多祿大殿的聖門，慈悲聖年正式宣佈開始[7]。
- 2015年委內瑞拉議會選舉開票結果出爐，執政長達17年的委內瑞拉統一社會主義黨正式宣告敗選，將至第二大黨。[8]
- 阿富汗坎大哈机场遭11名塔利班成员袭击，造成50人死亡37人受伤。袭击者全部被击毙[9]。

## 12月11日
- 复旦投毒案的被告人林森浩被执行死刑。[10]
- 岡比亞總統叶海亚·贾梅宣佈該國為伊斯蘭共和國。[11]
- 叙利亚哈塞克省小镇泰勒塔米尔发生一连串炸弹袭击，导致60人死亡，80人受伤[12]。

## 12月12日
- 2015年聯合國氣候峰會的各國代表通過《巴黎協議》。[13]

## 12月14日
- 阿根廷北部萨尔塔省發生嚴重車禍，至少43名憲兵喪生，總統宣佈全國哀悼一天。[14]
- 中非共和國穆斯林武裝組織塞雷卡的一名領導人宣佈在該國北部成立「羅格尼共和國」。[15]

## 12月16日
- 第二届世界互联网大会在浙江省嘉兴市桐乡市乌镇镇举行，中共中央政治局常委刘云山主持会议，中共中央总书记习近平发表演讲[16]。

## 12月17日
- 澳洲天文學者宣布，發現至今為止離地球最近的超級地球沃夫1061c，距離地球只有13.8光年。[17]
- 美國《科學》期刊公佈它評選的「2015年十大科學突破」，排首位的是CRISPR基因組編輯技術。[18]
- 广州恒大淘宝足球俱乐部在2015年世界俱乐部杯半决赛上3-0不敌巴塞罗那足球俱乐部，无缘决赛[19]。

## 12月18日
- 土耳其媒體報道土耳其安全部隊近日在該國東南部擊斃54名庫爾德工人黨成員。[20]
- 美國弗吉尼亞州奧古斯塔縣一名教師在學生作業要求摹寫阿拉伯文清真言，引起大批家長抗議。有家長認為該名教師意圖引導學生改信伊斯蘭教，校方澄清無此意圖，然而爭議未有平息，當局決定該縣學校於12月18日停課一天，讓各方有時間冷靜下來。[21][22]
- 清华大学化学系（何添楼）一实验室起火爆炸，导致一博士后实验人员死亡，该事件事后被证实与叔丁基锂无关，但与氢气有关。[23][24]

## 12月19日
- 上海地铁11号线罗山路～康新公路区段、12号线七莘路～曲阜路区段、13号线长寿路～世博大道区段载客试运营。[25]
- 印度尼西亚一艘载有118人的客轮在苏拉威西岛附近海域遇险。[26]

## 12月20日
- 2015年西班牙大选進行投票。[27]
- 斯洛文尼亞對同性婚姻合法化舉行公投，結果以反對票超過6成而否決提案。[28]
- 深圳光明新区红坳村柳溪工业园煤气站旁发生山体滑坡。[29]
- 英国足球界最具影响力的人物、英国广播公司电视台足球节目《今日比赛》前主持人于英国时间12月19日逝世，享年87岁[30]。
- 巴塞罗那足球俱乐部在2015年世俱杯中夺冠，河床位列第二，广州恒大则不敌广岛三箭，获得第四名。[31]

## 12月21日
- 美国太空探索公司成功发射Falcon 9 FT火箭，并成功回收了一级火箭（英语：Reusable launch system），创造了人类太空史上的第一，并成功将11颗Orbcomm（英语：Orbcomm）公司的通讯卫星送入预定轨道。[32]

## 12月28日
- 伊拉克軍隊收復被伊斯蘭國佔領多月的拉馬迪。[33]

## 12月30日
- 中非共和國舉行總統和議會選舉。[34]
- 日本理化學研究所研究團隊（RIKEN）取得第113號元素的命名權，並被IUPAC認為符合「發現元素」標準，預計元素113將會被命名為Japonium，符號Jp。這也是首次由亞洲研究團隊取得新元素命名權。[35]